# Antonio Mistrorigo
Antonio Mistrorigo (né le 26 mars 1912 à Chiampo et mort le 12 janvier 2012 à Trévise) est un prélat italien du XXe siècle.

## Biographie
Ordonné prêtre le 7 juillet 1935, Antonio Mistrorigo est nommé évêque de Troia en 1955, puis de Trévise en 1958. Il démissionne pour raison d'âge en 1988 et meurt à presque 100 ans en 2012.
Mgr Mistrorigo est un spécialiste de la liturgie. Il est l'auteur de livres comme  L'arte Sacra: Dizionario Dai Documenti Del Concilio Vaticano II E Del Postconcilio et Il Credente Del Terzo Millennio.

## Œuvres
- Omelie semplici e brevi. Anno A. Vangelo di Matteo , Piemme 2001,  (ISBN 9788838464270)
- Vivere Cristo nella liturgia, Portalupi Casale Monferrato 2001,  (ISBN 9788884410061)
- La musica sacra nella liturgia. Profilo teologico, biblico, storico, liturgico e pastorale, Portalupi Casale Monferrato 2002,  (ISBN 9788884410146)
- Progetto di vita cristiana, Portalupi Casale Monferrato 2002,  (ISBN 9788884410207)
- La famiglia cristiana del terzo millennio, Portalupi Casale Monferrato 2003,  (ISBN 9788884410375)
- S.O.S. urgenza di una nuova evangelizzazione. Dovere impellente di tutti i credenti, Portalupi Casale Monferrato 2003,  (ISBN 9788884410306)
- Venite, adoriamo! Guida all’adorazione eucaristica, Portalupi Casale Monferrato 2003,  (ISBN 9788884410467)
- Rosario biblico. Meditiamo con Maria i misteri della salvezza, Portalupi Casale Monferrato 2004,  (ISBN 9788884410573)
- Le preghiere del cristiano. Pregare per vivere, Portalupi Casale Monferrato 2005,  (ISBN 9788884410719)
- «Rosario» eucaristico. Per ravvivare il culto e la vita eucaristica, Portalupi Casale Monferrato 2005,  (ISBN 9788884410702)
- Preghiamo con fiducia san Giuseppe, Portalupi Casale Monferrato 2005,  (ISBN 9788884410672)